# East Troy
East Troy és una població dels Estats Units a l'estat de Wisconsin. Segons el cens del 2000 tenia 3.564 habitants.

## Demografia
Segons el cens del 2000, East Troy tenia 3.564 habitants, 1.350 habitatges, i 984 famílies. La densitat de població era de 381,2 habitants per km².
Dels 1.350 habitatges en un 37,6% hi vivien nens de menys de 18 anys, en un 59,5% hi vivien parelles casades, en un 9,6% dones solteres, i en un 27,1% no eren unitats familiars. En el 22,6% dels habitatges hi vivien persones soles el 9,8% de les quals corresponia a persones de 65 anys o més que vivien soles. El nombre mitjà de persones vivint en cada habitatge era de 2,6 i el nombre mitjà de persones que vivien en cada família era de 3,07.
Per edats la població es repartia de la següent manera: un 27,9% tenia menys de 18 anys, un 7,1% entre 18 i 24, un 32,3% entre 25 i 44, un 19,5% de 45 a 60 i un 13,3% 65 anys o més.
L'edat mediana era de 35 anys. Per cada 100 dones de 18 o més anys hi havia 92,2 homes.
La renda mediana per habitatge era de 48.397 $ i la renda mediana per família de 54.422 $. Els homes tenien una renda mediana de 38.975 $ mentre que les dones 25.179 $. La renda per capita de la població era de 21.590 $. Aproximadament el 2,8% de les famílies i el 2,3% de la població estaven per davall del llindar de pobresa.

## Poblacions més properes
El següent diagrama mostra les poblacions més properes.